# Вали Фолс (Роуд Ајланд)
Вали Фолс (енгл. Valley Falls) насељено је место без административног статуса у америчкој савезној држави Роуд Ајланд.

## Демографија
По попису из 2010. године број становника је 11.547, што је 52 (-0,4%) становника мање него 2000. године.
| Група             | 2000.          | 2010.          |
| Белци             | 10.841 (93,5%) | 10.037 (86,9%) |
| Афроамериканци    | 96 (0,8%)      | 222 (1,9%)     |
| Азијати           | 60 (0,5%)      | 102 (0,9%)     |
| Хиспаноамериканци | 457 (3,9%)     | 912 (7,9%)     |
| Укупно            | 11.599         | 11.547         |